# Pelargonium radens
Espèce
Classification phylogénétique

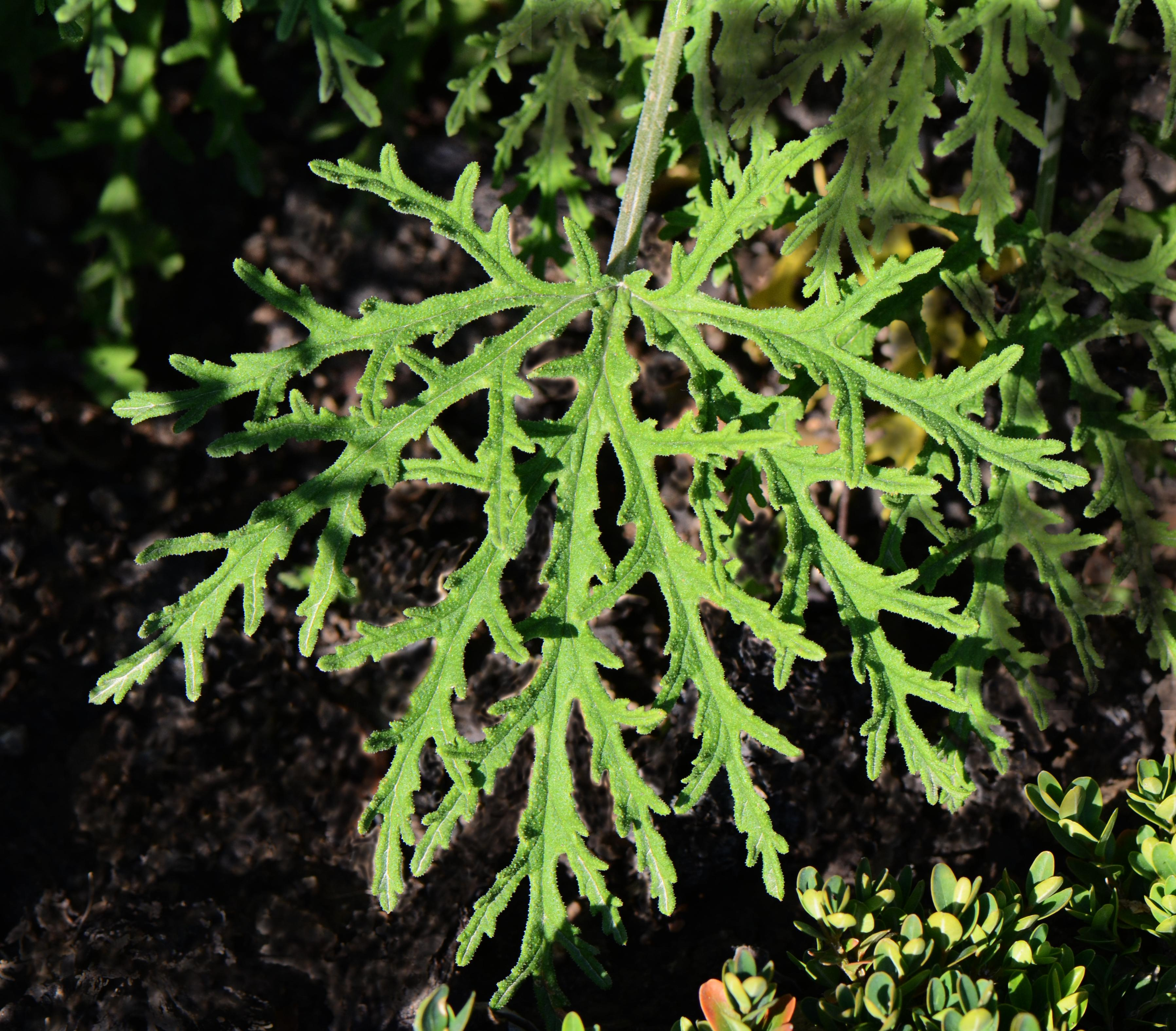
Feuille de Pelargonium radens.

Pelargonium radens est une espèce d'arbrisseau de la famille des Geraniaceae, originaire d'Afrique du Sud.
Cette espèce sauvage est avec P. capitatum, l'ancêtre du géranium rosat (hybride Pelargonium cv. rosé) de La Réunion, une plante aromatique dont on extrait une huile essentielle à odeur de rose, prisée par les parfumeurs.

## Étymologie et histoire
Le nom générique Pelargonium, en latin scientifique, dérive du grec pelargós (πελαργός), désignant la cigogne, la forme du fruit le la plante évoquant le bec de l'échassier. L'épithète spécifique radens est une flexion du verbe latin rado « griffer, égratigner » pour évoquer le côté rugueux des feuilles.
L'espèce Pelargonium radens fut introduite aux jardins royaux de Kew à Londres par Masson en 1774.

## Description
Pelargonium radens est un arbrisseau érigé, dense, pérenne, généralement de moins de 1,50 m de haut. Les jeunes rameaux sont herbacés et souples mais deviennent ligneux en vieillissant,.
Les feuilles extrêmement divisées, sont pédalées, avec des segments étroits. Elles sont rugueuses au toucher et assez grandes de 3 x 5 cm jusqu'à 11 x 15 cm, avec des marges révolutées (repliées vers la face inférieure).
Froissées, elles dégagent une odeur balsamique âcre, très forte. Pour Demarne, l'odeur évoque plutôt la menthe.
Les rameaux et les feuilles sont densément couverts de poils (trichomes) de deux types : certains non-glandulaires, fins et courbés, d'autres glandulaires, gonflés, en forme de tétine.
Les inflorescences lâches regroupent environ 5 fleurs, pourpre pale à roses. Les 2 pétales supérieurs sont veinés de magenta.
En Afrique du Sud, la plante fleurit d'août à janvier.
La plante est très proche de Pelargonium graveolens, puisque la composition de leurs huile essentielle est quasi identique. Ce sont des octoploïdes, à 2n=8x=88 chromosomes, alors que les hybrides, Pelargonium groupe rosat, à odeur de rose, sont à 2n=7x=77 chromosomes.
Van der Walt (1992) indique que P. radens et P. graveolens s'hybrident spontanément dans la nature.

## Distribution et habitat
Pelargonium radens croît dans la région du sud et de l'est du Cap, en Afrique du Sud, dans les ravins, près des ruisseaux ou dans la broussailles sur les pentes.